# Drama coreano

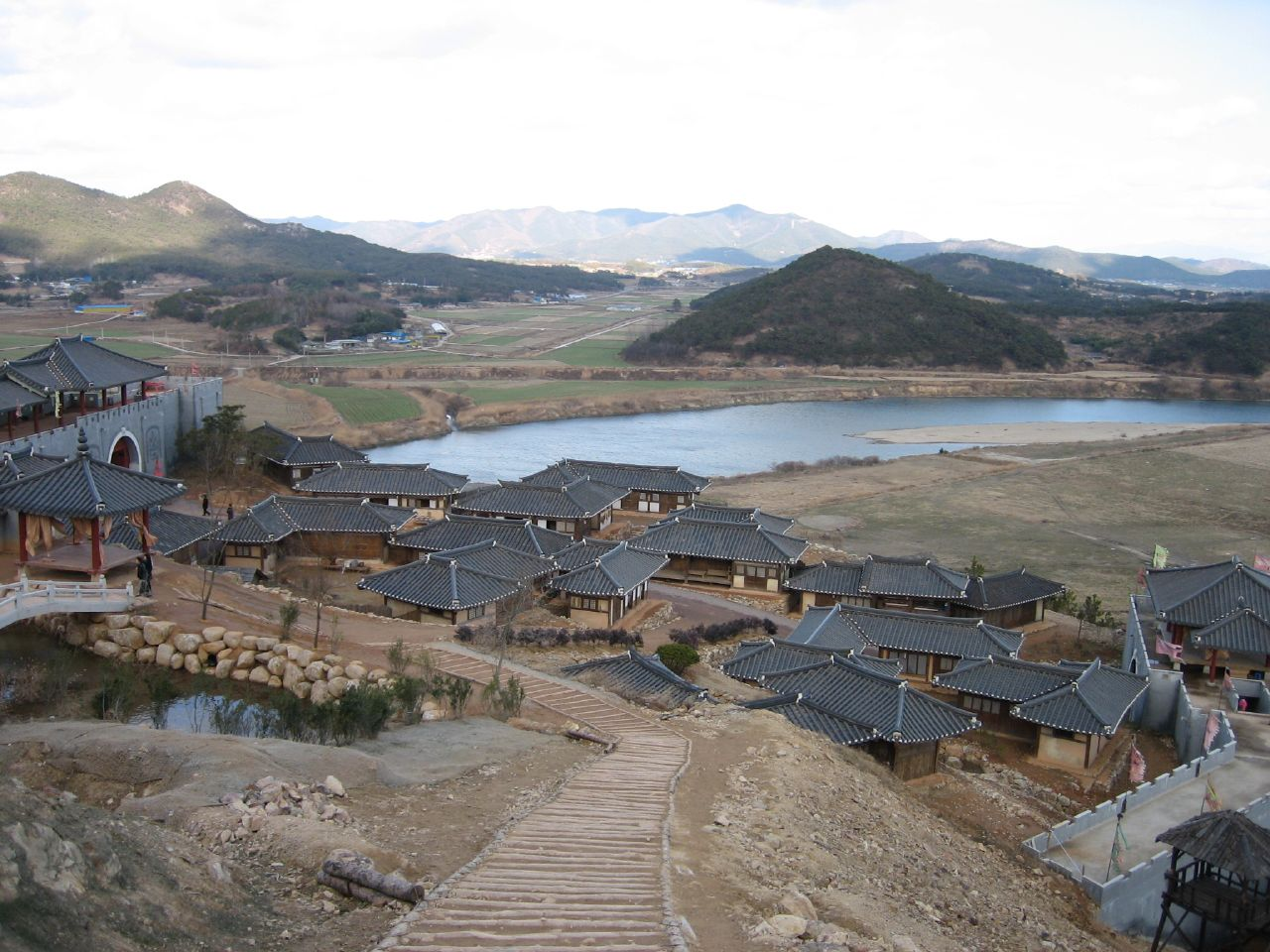
MBC Dae Jang Geum Park, ubicado en la provincia de Gyeonggi, es uno de los mayores estudios de filmación al aire libre en Corea.

Drama coreano  —también conocido como K-drama — se refiere a las series de televisión dramáticas provenientes de Corea del Sur en su idioma local, emitiéndose en ese país desde la década de 1960 y popularizándose a mediados de la década de 1990 y principios del 2000 a nivel global, con un formato que se diferencia de las series de televisión y telenovelas occidentales. Las extensiones varían de acuerdo a la audiencia y horario en diversos géneros, que habitualmente varían entre los 16, 20 y 50 episodios, frecuentemente, sin secuelas.
Muchas de estas producciones han llegado a ser considerablemente atractivas a nivel mundial y han contribuido a la expansión de la llamada ola coreana, debido a que frecuentemente poseen millonarios presupuestos además de ser protagonizadas por actores muy guapos y cantantes de K-pop con fama mundial, en una industria de entretenimiento consolidada. Si bien, su principal vía de difusión es por medio de la televisión tanto en su país de origen como en otros lugares, con el paso de los años han obtenido notoriedad a través de videoclubs físicos o en línea a través de streaming.
Hoy en día hay muchas personas aficionadas a los dramas coreanos, la mayoría de ellas están ligadas al K-pop. Por otra parte se ha visto en redes sociales a los chicos y chicas deseando tener un amor como en los doramas (término generalizado a las producciones asiáticas), los cuales han sido bastantes inspiradores para seguir un modo romántico puesto que llevan altas expectativas.

## Historia
La primera serie de televisión en ser transmitida por Korean Broadcasting System (KBS) en 1962 fue la histórica Gukto Manri (국토 만리; 國土萬里), dirigida por Kim Jae Hyung, donde se representó la era Goryeo. En la década de 1960, los televisores eran de disponibilidad limitada, por lo tanto los dramas no podían llegar a un público más amplio. Ya en la década de 1970, los aparatos de televisión comenzaron a extenderse entre la población en general, y los dramas pasaron de representar figuras históricas, a la introducción de héroes nacionales como Lee Sun Shin o Sejong el Grande. Asimismo, los dramas contemporáneos trataban sufrimientos personales, tales como la del guionista Kim Soo Hyun, La madrastra (새엄마), transmitido por Munhwa Broadcasting Corporation (MBC) entre 1972 y 1973. A medida que la tecnología y el financiamiento era limitado, los canales surcoreanos no tenían recursos para hacer series en géneros como acción y de ciencia ficción, por lo tanto programas de ese tipo provenían desde Japón, Estados Unidos u otros países en su lugar.
La década de 1980 vio un giro en la televisión coreana, con la llegada de imágenes a color. Los dramas modernos trataron de evocar la nostalgia de los habitantes de las ciudades al describir la vida rural. El guionista Kim Soo Hyun produjo su primer éxito comercial, Amor y ambición (사랑과 야망), que salió al aire en MBC durante 1987 y es considerada como un hito de la televisión coreana, después de haber registrado una audiencia del 78%. Se considera que la serie histórica clásica más sobresaliente de la época fue 500 años de Joseon (조선 왕조 500년), una serie que duró ocho años y consta de 11 series separadas. La serie fue producida por Lee Byung Hoon, que años más tarde dirigió uno de los mayores éxitos internacionales de drama coreano, Una joya en el palacio (대장금; 大長今).
La década de 1990 trajo otro hito importante para la televisión coreana. A medida que la tecnología era desarrollada, nuevas oportunidades surgieron, y el comienzo de la década marcó el lanzamiento de un nuevo canal comercial, Seoul Broadcasting System (SBS), que facilitó y reinició una carrera por captar la atención de los espectadores. Uno de los éxitos comerciales de esa época fue Ojos del amanecer (여명 의 눈동자), emitida en 1991 por MBC, protagonizada por Chae Shi Ra y Choi Jae Sung, la serie llevó a los espectadores a través de los tiempos turbulentos desde la ocupación japonesa a la guerra de Corea. Mientras el nuevo canal SBS también produjo series de éxito, siendo uno de ellos Sandglass (모래시계; 모래時計) en 1995. 
Posteriormente, se introdujo un nuevo formato que cambió la forma en que los dramas coreanos eran emitidos, minimizando el tiempo en pantalla con 12 a 24 episodios, finalmente esta época marcó el inicio de la exportación para las series locales, lo que desencadenó la ola coreana a finales de la década. En los primeros años del nuevo milenio se dio a luz a un nuevo género, llamado Sageuk fusión, cambiando esencialmente las formas de producir series históricas, con piezas exitosas como Hur Jun (허준; 許浚), Damo (다모; 茶母) o Una joya en el palacio (대장금; 大長今). Asimismo, durante la década varias series lograron popularidad internacional, esto provocó nuevas mejoras en la producción.
En 2017 el formato volvió a cambiar debido a la actualización de la ley de difusión surcoreana que prohibió los cortes en los programas de televisión para emitir anuncios y por ello algunos canales como SBS adoptaron la práctica de emitir dos episodios en lugar de uno de la misma longitud para poner anuncios en medio. La legislación debió ser cambiada por las reclamaciones de los espectadores a los canales de televisión que ofrecían alta cantidad de cortes. No obstante, el financiamiento proviene principalmente de los anunciantes que pagan en promedio al menos ₩13,5 millones por 15 segundos de publicidad.

## Formato

### Temática
Los dramas coreanos incluyen un sinfín de temáticas, y engloban diferentes géneros. En un drama se puede encontrar acción, romance, escolar, psicológico, comedia, misterio, fantasía, suspenso, terror, etc.
- Drama Adolescente (십대 드라마): Refiere a series que poseen una temática muy liviana, tienen tramas de interés de tendencia actual y están relacionadas con la escuela o el romance ligero. Algunos dramas de este género son «Playful Kiss», «True Beauty», «Boys Over Flowers», «Extraordinary You», «Love Alarm» y «Weightlifting Fairy Kim Bok Joo».
- Drama de Comedia (코미디 드라마): Presentan situaciones de menor complejidad, estereotipos y parodias. Dramas populares de este género incluyen «My name is Sam Soon», «My Girl», «The Idle Mermaid», «Welcome to Waikiki» y «Backstreet Rookie».
- Drama de Crimen (범죄 드라마): Se basan en historias criminales, poseen un desarrollo más rápido que las otras y cuentan con imágenes sangrientas y de gran sensibilidad. Dramas populares de este género incluyen «Missing Noir M», «Dr. Frost», «Flower of evil», «Private Life» y «Extracurricular» «Girl From Nowhere».
- Drama de Fantasía (판타지 드라마): Incluyen personajes como criaturas del folclore coreano (dokkaebis, gumihos, deidades, fantasmas, etc), viajes en el tiempo, etc. Algunos dramas populares de este género son «Goblin», «Bride of the Water God», «The King», «Hotel del Luna» y «Hwayugi».
- Drama Histórico (역사 드라마): Se basan en dramatizaciones ambientadas en diferentes épocas. Este formato tiene historias mucho más complejas y suelen utilizar trajes elaborados, muchos efectos especiales, además de incluir artes marciales, esgrima y equitación. Dramas populares de este género incluyen «Mr. Sunshine», «Moon Embracing the Sun», «Hymn of Death», «Hwarang» y «Moon Lovers: Scarlet Heart Ryeo».

- Drama de Misterio: Se basan en la vida de alguien, que buscas encontrar algo, como por ejemplo: sus recuerdos, es decir quien era, que hacía, que hizo. Dramas populares de este género son «City Hunter», «Forest of secrets», «Born Again», «Black» y «Mad Dog».
- Drama de Terror (공포 드라마): Su principal objetivo es provocar el escalofrío, la inquietud o el desasosiego en el televidente. Algunas producciones que pertenecen a este género son «Sweet Home», «Strangers from Hell», «The Guest» y «Save Me».
- Drama Médico (의학 드라마): Situaciones relacionadas con médicos, hospitales o enfermedades, pueden incluir romances, acción o comedia. Dramas populares de este género incluyen «Doctor Stranger», «Kill Me, Heal Me», «Hospital playlist» «Doctors» y «It´s ok not to be ok».
- Drama de Romance (로맨스 드라마): Historias de amor, por lo general cuentan con tramas de gran emoción, generando en la audiencia sentimientos por los personajes en sí mismos. Dramas populares de este género son «Romance is a Bonus Book», «Stairway to heaven», «Crash Landing on You», «Uncontrollably Fond» y «Winter Sonata».
- Drama musical: Generalmente protagonizados por adolescentes, en los cuales la música juega un rol principal. Dramas populares de este género incluyen «Dream High», «Dream High 2», «Shut Up Flower Boy Band», «You´re beautiful» y «Do Do Sol Sol La La Sol».

## Producción

### Bandas sonoras
La música juega un papel importante en los dramas coreanos, las bandas sonoras —abreviados como OST (Original Sound Track en inglés)— se hacen explícitamente para cada serie, y en contraste con las series estadounidenses donde se utiliza música ya conocida, en las producciones coreanas los aficionados, para poder acceder a esa música deben visualizar el programa o directamente comprar la banda sonora. Esta tendencia se inició en la década de 1990, cuando los productores intercambian las bandas sonoras puramente instrumentales de canciones interpretadas por populares cantantes de K-pop. Tom Larsen, director de YA Entertainment, un distribuidor de series de televisión coreanas, cree que las canciones que se utilizan para este fin, se pulen y preparan lo suficiente, para convertir a los dramas en productos atractivos en todos los sentidos.
Durante la década de 2000, se hizo costumbre para los actores principales que participaran en bandas sonoras, también se debe en parte al empleo de cantantes de K-pop como actores. El actor Lee Min Ho, y el líder de la banda de chicos SS501, Kim Hyun Joong grabaron canciones para Boys Over Flowers (꽃보다 남자) en 2009, mientras que el actor Jang Keun Suk y el cantante Lee Hong Ki de F.T. Island interpretaron canciones para You're Beautiful (미남이시네요).
Las canciones populares de los K-dramas también pueden convertirse en éxitos en las listas de música regulares, con buenas ventas en discos físicos y digitales, por ejemplo las canciones de la banda sonora de Jardín secreto (시크릿 가든), alcanzaron altas ventas digitales y alto posicionamiento en las listas de música; «My Destiny», interpretada por Lyn para My Love from the Star (별에서 온 그대), se posicionó en las primeras posiciones de listas de música en Hong Kong, Taiwán, Corea del Sur y otros países, además ganó el premio a la mejor banda sonora en los Baeksang Arts Awards de 2014. «I WIll Go To You Like The FIrst Snow» interpretado por Ailee ganó tres coronas en Gaon al estar en primer lugar en todas las plataformas y estuvo en los primeros 10 puestos por 15 semanas consecutivas. Los artistas intérpretes de canciones de la serie de acción Iris (아이리스) celebraron dos conciertos en Japón frente a una audiencia de 60.000 personas.
Los compositores suelen buscar cantantes que anteriormente hayan tenido éxito en el género. Las composiciones están escritas para reflejar el estado de ánimo de la serie y su estructura. A veces los artistas dan a sus propias canciones para una serie. Por ejemplo, Baek Ji Young pensó que la canción «That Man» originalmente escrita para su propio álbum, encajaría en Jardín secreto. Cantantes populares con frecuencia suelen interpretar temas para dramas, como Lyn, K.Will, Baek Ji Young, Lee Seung Cheol, entre otros. En raras ocasiones, cantantes extranjeros son invitados a interpretar canciones de OST en Corea, por ejemplo, el artista sueco Lasse Lindh interpretó varias canciones para producciones como Angel Eyes (엔젤 아이즈), Goblin (도깨비) Soul Mate (소울메이트) y I Need Romance (로맨스가 필요해).

## Popularidad
De acuerdo con un investigador de la Universidad de Viena, la popularidad de los dramas coreanos tiene su fundamento en los valores confucianos que transmiten y que hacen que los espectadores asiáticos pueden identificar fácilmente. Respeto a los mayores, la lealtad familiar, y la visualización de los percibidos "valores morales asiáticos" que juegan un papel importante en el drama coreano.
YA Entertainment, un distribuidor americano de dramas coreanos, cree que parte del atractivo de estas series proviene de la calidad del trabajo de cámara, lugares pintorescos y prendas espectaculares, que hacen que el producto final sea muy elegante y atractivo, con posiblemente algunos de los más altos valores de producción de televisión en el mundo. Las series coreanas poseen de su propia fórmula, son innovadoras y no se ajustan a las producciones de televisión occidentales. Stephan Lee de Entertainment Weekly llama a los dramas coreanos "fascinantes y extrañamente reconfortantes".
Estados Unidos
En Estados Unidos se popularizó en poblaciones con presencia de inmigrantes coreanos, sin embargo hay un creciente interés por estos dramas debido a las transmisiones en canales de televisión por suscripción, así como por el auge de internet. Se están distribuyendo en ese país material en DVD y se han formado grupos por internet de clubes de fanáticos de estas producciones.

### América Latina
Argentina
A diferencia de otros países de la región, el fenómeno de los dramas coreanos inicio varios años más tarde, recién en 2015 fue emitida por el canal de cable Magazine, Jardín secreto  y un año después Escalera al cielo fue programada por el canal abierto Telefe para ser emitida a principio de año con gran éxito, lo que desencadenó en la emisión de Mi amor de las estrellas ese mismo año.
Chile
En Chile, que fue uno de los primeros países a nivel global, el fenómeno del hallyu se inició con el primer drama emitido que fue Un deseo en las estrellas en 2001 por Chilevisión pasada la medianoche y posteriormente años después en 2003 fue retransmitida por Canal 21 en Chillán, pero no fue hasta 2006, cuando se emitió Escalera al cielo en el horario de las 13 horas por el canal público Televisión Nacional de Chile, que se logró notoriedad de este género siendo comparada con La madrastra — una antigua telenovela chilena muy exitosa— debido a las altas cifras de audiencia en su horario compitiendo directamente con otros canales, hizo que también fuera emitida por TV Chile a otros continentes doblada al español.
Luego sin razones aparentes, se dejaron de emitir en televisión y diferentes videoclubs comenzaron a comercializar y alquilar por medio de DVD diferentes producciones. En 2012, años después de iniciado el fenómeno y sin espacio en la televisión, la estación privada Mega y su canal infantil ETC, deciden poner en pantalla Casi el paraíso como fue titulada localmente la serie Boys Over Flowers, también fue programada de lunes a viernes a las 13 horas, pero a diferencia de Escalera al cielo que pese a que tuvo éxito y después quedó en el olvido, Casi el paraíso logró un éxito inesperado en su horario, acaparando la mayoría de los medios en ese país donde se convirtió en un gran suceso.
Mientras se emitía Casi el paraíso, esta lograba vencer a todos los competidores por su particular trama y el actor Lee Min Ho se volvió tan popular en ese país que hasta se formaron clubes de fanáticos, además de ser el programa más visto en su horario. Una vez finalizada, se transmitió Jardín secreto que también fue popular, después Manny y finalmente Sorpresas del destino, sin embargo esta última, no obtuvo el éxito esperado y al finalizar fue reemplazada por una telenovela mexicana. Posteriormente a finales de 2012 y principios de 2013 se transmitió por ETC, Dream High.
A mediados de 2013, el canal de cable Vía X y su otra señal Vía X 2, comenzó a emitir series como El amor más grande, Pasta, Bella Solitaria, Te amo Lee Taly, Amor Musical y Cásate conmigo.

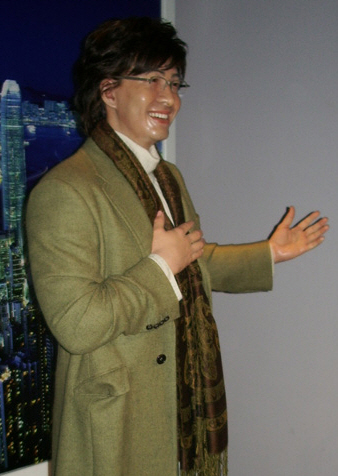
Figura de cera del actor Bae Yong Jun, protagonista del drama First Love, considerado uno de los más vistos en la historia de la televisión coreana.

## Cifras de audiencia
Las cifras de audiencia son proporcionadas por dos empresas en Corea del Sur, AGB Nielsen Media Research y TNMS. Originalmente Media Service Korea, era la única compañía que proporciona dicha información, y más tarde fue adquirida por Nielsen Media Research. En 1999 TNS Media Korea también comenzó dicho servicio, y más tarde cambió su nombre a TNMS. AGB recoge los datos de audiencia de 2050 hogares, mientras que TNMS dispone de 2000 hogares con aparatos de medición. Las calificaciones de las series por lo general varían entre las dos compañías en un 2-3%.
Dramas con la mayor audiencia alcanzada
| #  | Título                           | Cadena  | Share | Fecha de mayor audiencia |
| -- | -------------------------------- | ------- | ----- | ------------------------ |
| 1  | Penthouse                        | SBS     | 65,8% | 5 de enero de 2021       |
| 2  | What is Love                     | MBC     | 64,9% | 24 de mayo de 1992       |
| 3  | Sandglass                        | SBS     | 64,5% | 6 de febrero de 1995     |
| 4  | Hur Jun                          | MBC     | 63,7% | 27 de junio de 2000      |
| 5  | Sunny Place of Youth             | KBS 2TV | 62,7% | 12 de noviembre de 1995  |
| 6  | Tú y yo                          | MBC     | 62,4% | 12 de abril de 1998      |
| 7  | The Son and the Daughter         | MBC     | 61,1% | 21 de marzo de 1993      |
| 9  | Taejo Wang Geon                  | KBS 1TV | 60,2% | 20 de mayo de 2001       |
| 9  | Eyes of Dawn                     | MBC     | 58,4% | 6 de febrero de 1992     |
| 10 | Una joya en el palacio           | MBC     | 57,8% | 23 de marzo de 2004      |
| 11 | Lovers in Paris                  | SBS     | 57,6% | 15 de agosto de 2004     |
| 12 | See and See Again                | MBC     | 57,3% | 12 de octubre de 1998    |
| 13 | Truth                            | MBC     | 56,5% | 24 de febrero de 2000    |
| 14 | Jealousy                         | MBC     | 56,1% | 21 de julio de 1992      |
| 15 | Even When the Wind Blows         | KBS 1TV | 55,8% | 26 de febrero de 1996    |
| 16 | Bathhouse Men                    | KBS 2TV | 53,4% | 25 de agosto de 1996     |
| 17 | Gook Hee (empate)                | MBC     | 53,1% | 16 de noviembre de 1999  |
| 17 | Trap of Youth (empate)           | SBS     | 53,1% | 15 de abril de 1999      |
| 19 | Tomato                           | SBS     | 52,7% | 3 de junio de 1999       |
| 20 | M                                | MBC     | 52,2% | 30 de agosto de 1994     |
| 21 | Season of the Storm              | MBC     | 52,1% | 22 de diciembre de 1993  |
| 22 | Jumong                           | MBC     | 51,9% | 6 de marzo de 2007       |
| 23 | Rustic Period                    | SBS     | 51,8% | 9 de diciembre de 2002   |
| 24 | My Mother’s Sea                  | MBC     | 51,6% | 26 de diciembre de 1993  |
| 25 | Pan, amor y sueños               | KBS 2TV | 50,8% | 16 de septiembre de 2010 |
| 26 | Mi adorable Sam Soon             | MBC     | 50,5% | 21 de julio de 2005      |
| 27 | The Legend of Ambition           | KBS 2TV | 50,2% | 25 de octubre de 1998    |
| 28 | Ladies of the Palace             | SBS     | 49,9% | 13 de noviembre de 2001  |
| 29 | My Son’s Woman (empate)          | MBC     | 49,7% | 22 de febrero de 1994    |
| 29 | My Husband Got a Family (empate) | KBS 2TV | 49.7% | 9 de septiembre de 2012  |
| 31 | Lágrimas del dragón              | KBS 1TV | 49,6% | 30 de mayo de 1998       |
| 32 | Un deseo en las estrellas        | MBC     | 49,3% | 29 de abril de 1997      |
| 33 | Famous Princesses                | KBS 2TV | 49,2% | 31 de diciembre de 2006  |
| 34 | Ambition                         | MBC     | 49,0% | 23 de febrero de 1994    |
| 35 | The Moon of Seoul (empate)       | MBC     | 48,7% | 27 de marzo de 1994      |
| 35 | The Tie that Binds (empate)      | KBS 1TV | 48,7% | 11 de diciembre de 1997  |
| 37 | Last Match                       | MBC     | 48,6% | 22 de febrero de 1994    |
| 38 | My Too Perfect Sons              | KBS 2TV | 48,6% | 11 de octubre de 2009    |
| 39 | Todo sobre Eva                   | MBC     | 48,3% | 6 de julio de 2000       |
| 40 | How About Your Husband?          | SBS     | 48,2% | 25 de mayo de 1993       |
| 41 | Cinderella                       | MBC     | 48,0% | 13 de julio de 1997      |
| 42 | Miss Mermaid                     | MBC     | 47,9% | 5 de febrero de 2003     |
| 43 | All In                           | SBS     | 47,7% | 3 de abril de 2003       |
| 44 | Until We Love (empate)           | KBS 1TV | 47,1% | 27 de febrero de 1997    |
| 44 | Sorpresas del destino (empate)   | SBS     | 47,1% | 26 de julio de 2009      |
| 46 | My Rosy Life (empate)            | KBS 2TV | 47,0% | 12 de octubre de 2005    |
| 46 | Moon Embracing the Sun (empate)  | MBC     | 47,0% | 1 de marzo de 2012       |
| 48 | Pilot                            | MBC     | 46,2% | 2 de noviembre de 1993   |
| 49 | Otoño en mi corazón              | KBS 2TV | 46,1% | Octubre de 2000          |
| 50 | Family Wealthy of Daughters      | KBS 2TV | 45,9% | 22 de enero de 1995      |

### Lista de series mejor valoradas en la televisión por cable
- Los siguientes dramas se emiten en un canal de cable o televisión de pago, que normalmente tiene una audiencia relativamente más pequeña en comparación con la televisión abierta o las emisoras públicas (KBS, SBS, MBC y EBS).

#### Por calificación en hogares
- | #  | Series                             | Network   | Nationwide household rating (Nielsen) | Final episode date       | Ref           |
| -- | ---------------------------------- | --------- | ------------------------------------- | ------------------------ | ------------- |
| 1  | The World of the Married           | JTBC      | 28.371%                               | 16 de mayo de 2020       | [ 46 ]        |
| 2  | Reborn Rich                        | JTBC      | 26.948%                               | 25 de diciembre de 2022  | [ 47 ]        |
| 3  | Sky Castle                         | JTBC      | 23.779%                               | 1 de febrero de 2019     | [ 48 ]        |
| 4  | Crash Landing on You               | tvN       | 21.683%                               | 16 de febrero de 2020    | [ 49 ]        |
| 5  | Reply 1988                         | tvN       | 18.803%                               | 16 de enero de 2016      | [ 50 ] [ 51 ] |
| 6  | Guardian: The Lonely and Great God | tvN       | 18.680%                               | 21 de enero de 2017      | [ 52 ]        |
| 7  | Doctor Cha                         | JTBC      | 18.546%                               | 4 de junio de 2023       | [ 53 ]        |
| 8  | Mr. Sunshine                       | tvN       | 18.129%                               | 30 de septiembre de 2018 | [ 54 ]        |
| 9  | Extraordinary Attorney Woo         | ENA       | 17.534%                               | 18 de agosto de 2022     | [ 55 ]        |
| 10 | Mr. Queen                          | tvN       | 17.371%                               | 14 de febrero de 2021    | [ 56 ]        |
| 11 | Crash Course in Romance            | tvN       | 17.038%                               | 5 de marzo de 2023       | [ 57 ]        |
| 12 | Under the Queen's Umbrella         | tvN       | 16.852%                               | 4 de diciembre de 2022   | [ 58 ]        |
| 13 | Love (ft. Marriage and Divorce) 2  | TV Chosun | 16.582%                               | 8 de agosto de 2021      | [ 59 ]        |
| 14 | Itaewon Class                      | JTBC      | 16.548%                               | 21 de marzo de 2020      | [ 60 ]        |
| 15 | Agency                             | JTBC      | 16.044%                               | 26 de febrero de 2023    | [ 61 ]        |
| 16 | Vincenzo                           | tvN       | 14.636%                               | 2 de mayo de 2021        | [ 62 ]        |
| 17 | Our Blues                          | tvN       | 14.597%                               | 12 de junio de 2022      | [ 63 ]        |
| 18 | 100 Days My Prince                 | tvN       | 14.412%                               | 30 de octubre de 2018    | [ 64 ]        |
| 19 | Hospital Playlist                  | tvN       | 14.142%                               | 28 de mayo de 2020       | [ 65 ]        |
| 20 | Hospital Playlist 2                | tvN       | 14.080%                               | 16 de septiembre de 2021 | [ 66 ]        |
| 21 | King the Land                      | JTBC      | 13.789%                               | 6 de agosto de 2023      | [ 67 ]        |
| 22 | Hometown Cha-Cha-Cha               | tvN       | 12.665%                               | 17 de octubre de 2021    | [ 68 ]        |
| 23 | Signal                             | tvN       | 12.544%                               | 12 de marzo de 2016      | [ 69 ]        |
| 24 | The Lady in Dignity                | JTBC      | 12.065%                               | 19 de agosto de 2017     | [ 70 ] [ 71 ] |
| 25 | The Good Bad Mother                | JTBC      | 12.032%                               | 8 de junio de 2023       | [ 72 ]        |
| 26 | Hotel del Luna                     | tvN       | 12.001%                               | 1 de septiembre de 2019  | [ 73 ]        |
| 27 | Red Balloon                        | TV Chosun | 11.566%                               | 26 de febrero de 2023    | [ 74 ]        |
| 28 | Twenty-Five Twenty-One             | tvN       | 11.513%                               | 3 de abril de 2022       | [ 75 ]        |
| 29 | Reply 1994                         | tvN       | 11.509%                               | 28 de diciembre de 2013  | [ 76 ]        |
| 30 | Prison Playbook                    | tvN       | 11.195%                               | 18 de enero de 2018      | [ 77 ]        |
| 31 | Little Women                       | tvN       | 11.105%                               | 9 de octubre de 2022     | [ 78 ]        |
| 32 | The Uncanny Counter                | OCN       | 10.999%                               | 24 de enero de 2021      | [ 79 ]        |
| 33 | The Crowned Clown                  | tvN       | 10.851%                               | 4 de marzo de 2019       | [ 80 ]        |
| 34 | My Kids Give Me a Headache         | JTBC      | 10.715%                               | 17 de marzo de 2013      | [ 81 ] [ 82 ] |
| 35 | Jirisan                            | tvN       | 10.663%                               | 12 de diciembre de 2021  | [ 83 ]        |
| 36 | Mine                               | tvN       | 10.512%                               | 27 de junio de 2021      | [ 84 ]        |
| 37 | Love (ft. Marriage and Divorce) 3  | TV Chosun | 10.395%                               | 1 de mayo de 2022        | [ 85 ]        |
| 38 | Show Window: The Queen's House     | Channel A | 10.335%                               | 18 de enero de 2022      | [ 86 ]        |
| 39 | Encounter                          | tvN       | 10.329%                               | 24 de enero de 2019      | [ 87 ]        |
| 40 | Military Prosecutor Doberman       | tvN       | 10.081%                               | 26 de abril de 2022      | [ 88 ]        |
| 41 | Memories of the Alhambra           | tvN       | 10.025%                               | 20 de enero de 2019      | [ 89 ]        |
| 42 | Another Miss Oh                    | tvN       | 9.991%                                | 28 de junio de 2016      | [ 90 ]        |
| 43 | Strong Girl Nam-soon               | JTBC      | 9.760%                                | (ongoing)                | [ 91 ]        |
| 44 | Bossam: Steal the Fate             | MBN       | 9.759%                                | 4 de julio de 2021       | [ 92 ]        |
| 45 | The Light in Your Eyes             | JTBC      | 9.731%                                | 19 de marzo de 2019      | [ 93 ]        |
| 46 | Strong Girl Bong-soon              | JTBC      | 9.668%                                | 15 de abril de 2017      | [ 94 ]        |
| 47 | Love (ft. Marriage and Divorce)    | TV Chosun | 9.656%                                | 14 de marzo de 2021      | [ 95 ]        |
| 48 | Alchemy of Souls: Light and Shadow | tvN       | 9.651%                                | 8 de enero de 2023       | [ 96 ]        |
| 49 | Behind Your Touch                  | JTBC      | 9.618%                                | 1 de octubre de 2023     | [ 97 ]        |
| 50 | Divorce Attorney Shin              | JTBC      | 9.488%                                | 9 de abril de 2023       | [ 98 ]        |